# Unilasalle-RJ
O Centro Universitário La Salle do Rio de Janeiro (Unilasalle-RJ) instituição de ensino superior privada sem fins lucrativos mantida pela ASSOCIAÇÃO BRASILEIRA DE EDUCADORES LASSALISTAS sediada no bairro Santa Rosa, na cidade do Niterói, Brasil. O Centro Universitário foi inaugurado em maio de 2002.

## História
A ideia surgiu quando o educador Írio Molinari (coordenador do antigo Segundo Grau do Abel, já falecido) retornou de uma temporada na Costa Rica e sugeriu a construção de unidade para o ensino de Pedagogia e assim formar profissionais com base nos valores e ideais de São João Batista de La Salle. Irmão Amadeu, diretor no colégio na época (já falecido), gostou da ideia e apresentou o projeto ao então Provincial, Ir. Ignácio Weschenfelder, que aprovou o início das obras. Em 2006, Ir. Ignácio assumiu a direção da unidade.

## Estrutura
O Unilasalle-RJ é uma parte, moderna e arrojada, da imensa obra educativa do grande pedagogo João Batista de La Salle, declarado Patrono Universal dos Educadores pelo Papa Pio XII, em 1950, e implementada por seus herdeiros, os "Irmãos das Escolas Cristãs", ou "Lassalistas". Hoje, a ação lassalista se verifica presente em 83 países do mundo, contando com 7.694 Irmãos, 60 mil educadores e 1.020 comunidades educativas.
A instituição tem por missão específica ser um espaço aberto de excelência educativa, comprometida com a formação integral de profissionais, para inserção no mercado de trabalho, priorizando os valores éticos e humanos, baseados num espírito analítico, crítico e inovador, gerando novos conhecimentos nas áreas de ensino, pesquisa e extensão.

## Cursos de graduação
- Administração
- Arquitetura
- Ciências Contábeis
- Direito
- Enfermagem
- Engenharia Civil
- Engenharia Elétrica
- Engenharia de Produção
- Fisioterapia
- Gastronomia
- Gestão de Recursos Humanos
- História
- Marketing
- Nutrição
- Pedagogia
- Psicologia
- Publicidade e Propaganda
- Relações Internacionais
- Sistemas de Informação

## Cursos de pós-graduação
- Especialização em Confeitaria, Chocolateria e Panificação
- Especialização em Gastronomia
- Especialização em Nutrição Clínica
- Especialização em Psicopedagogia
- Especialização em Automação Predial e Residencial
- Especialização em Clínica Psicanalítica na Atualidade
- Especialização em Direito e Responsabilidade Ambiental
- Especialização em Direito Fiscal
- Especialização em Educação Inclusiva
- Especialização em Educação Infantil
- Especialização em Engenharia de Materiais
- Especialização em Engenharia de Software
- Especialização em Gestão Empresarial com Ênfase em Logística
- Especialização em Gestão da Qualidade na área da Saúde
- Especialização em Prática Forense
- Especialização em Segurança e Defesa
- Especialização em Tecnologias Aplicadas à Educação
- Especialização em Tecnologia Computacionais para o Ensino da Matemática
- Especialização em Tecnologia de Produção Multimídia
- Especialização em Tecnologias para Construção Naval e Offshore
- Especialização em Vigilância Sanitária

## La Salle Business School
- MBA em Consultoria e Gestão de Negócios
- MBA em Engenharia de Petróleo e Gás
- MBA em Gestão Estratégica de Marketing
- MBA em Planejamento Estratégico